# Chưng cất
Chưng cất là một phương pháp tách dùng nhiệt để tách hỗn hợp đồng thể (dung dịch) của các chất lỏng khác nhau. Chất rắn hòa tan, ví dụ như các loại muối, được tách ra khỏi chất lỏng bằng cách kết tinh. Dung dịch muối có thể làm cô đặc bằng cách cho bay hơi. Khi sản phẩm mong muốn chính là hơi bốc lên, ví dụ như khi khử muối ra khỏi nước biển, thì người ta cũng gọi đó là chưng cất, mặc dù điều này chính xác ra là không đúng. Một khả năng khác để tách dung dịch là đông tụ. Trong các ngôn ngữ châu Âu, từ chưng cất bắt nguồn từ tiếng La tinh destillare có nghĩa là nhỏ giọt xuống.

## Lịch sử
Trong thời kỳ Cổ đại các loại tinh dầu được chưng cất nhiều nhất. Vào thời kỳ chuyển tiếp thế kỷ (năm 1000), khi axít sulfuric và axít nitric và đặc biệt là từ khi rượu (êtanol) được khám phá thì chưng cất trở thành một phương pháp hết sức quan trọng. Thêm vào đó, trong thế kỷ 17, là việc chưng cất lấy nước ngọt từ nước biển và chưng cất nhựa đường và hắc ín để trét kín tàu.

## Các nguyên tắc

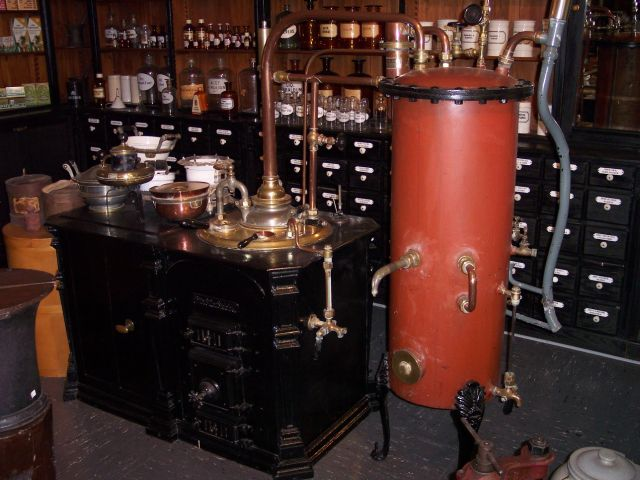
Thiết bị chưng cất của một cửa hiệu bán thuốc vào khoảng năm 1900

Có hàng loạt Phương pháp tách để tách một hỗn hợp. Tính đặc biệt của chưng cất là dùng năng lượng như là phương tiện trợ giúp để tách. So với các phương tiện trợ giúp khác. Ví dụ như là các chất hấp thụ hay dung môi, năng lượng có một ưu thế lớn đó là có thể dễ dàng đưa vào và lấy ra khỏi một hệ thống. Chưng cất dựa trên nhiệt độ sôi khác nhau của các chất lỏng tham gia. Người ta cũng nói là các chất lỏng có áp suất hơi khác nhau tại cùng một nhiệt độ. Nếu đưa năng lượng vào hệ thống, vì có áp suất hơi khác nhau, chất có áp suất hơi cao hơn (nhiệt độ sôi thấp hơn) bốc hơi nhiều hơn các chất khác. Vì thế mà nồng độ của chất có nhiệt độ sôi thấp hơn trong phần cất cao hơn là ở trong hỗn hợp ban đầu.
Phải phân biệt chưng cất ra thành quy trình một lần, như hay diễn ra trong phòng thí nghiệm để tách một hóa chất tinh khiết ra khỏi một hỗn hợp, và chưng cất liên tục, thường diễn ra trong các cột chưng cất của một nhà máy hóa học.

### Lặp lại bước tách hỗn hợp
Nồng độ của chất cần phải tách có thể được tiếp tục nâng cao bằng cách tiếp tục chưng cất lại phần cất. Nhiệt độ sôi khác nhau càng lớn thì người ta cần càng ít lần chưng cất để đạt đến một nồng độ nhất định.

### Chưng cất phân đoạn
Chưng cất phân đoạn là một trong những phương pháp kinh điển dùng để tách các chất bay hơi ra khỏi một hỗn hợp dựa vào sự khác biệt nhiệt độ sôi của các chất trong hỗn hợp. Quá trình chưng cất có thể thực hiện ở áp suất khí quyển hay áp suất giảm. Phương pháp chưng cất phân đoạn được thực hiện với những bình cất có lắp cột phân đoạn và thường được nối với máy hút chân không để giảm nhiệt độ chưng cất, giảm ảnh hưởng tới các chất nhạy cảm với nhiệt độ. Nhiệt độ và áp suất được theo dõi trong quá trình chưng cất. Phương pháp này thường áp dụng để tách các chất thành phần của tinh dầu.

### Chưng cất lôi cuốn
Chưng cất thật ra chỉ cần thiết khi các chất lỏng cần phải tách hòa tan với nhau ví dụ như dung dịch cồn và nước. Nếu hỗn hợp là của những chất không hòa tan vào nhau, ví dụ như nước và dầu thì lệ thường là có thể tách các chất lỏng bằng cách lắng và gạn đi.
Khi khai thác tinh dầu chỉ có trong cây cỏ ở nồng độ thấp như cây oải hương (Lavandula angustifolia) hay cây cúc Đức (Matricaria recutita) người ta cho thêm một ít nước vào cây cỏ đã được cắt nhỏ và đun nóng (chưng cách thủy). Nhờ có một phần nước nên nhiệt độ được giữ cố định ở nhiệt độ sôi một thời gian, cũng có thể dùng áp suất cao để nâng nhiệt độ lên quá 100 °C. Hơi dầu đi cùng với hơi nước vào bộ ngưng tụ và ngưng tụ lại. Hỗn hợp dầu-nước sau đó có thể tách bằng cách lắng gạn đi. Hơi nước cuốn theo một thành phần khác thật ra là không tan đi theo. Nếu không có nước thì nhiệt độ sẽ tăng cao đến mức dầu có thể bị phân hủy.
Một cách khác là có thể đun nước trong một lò nấu riêng và cho hơi nước đi qua cây tinh dầu được cắt nhỏ để lôi cuốn tinh dầu đi theo hơi nước.

### Rượu và các hỗn hợp đẳng phí
Ứng dụng lâu đời nhất và đồng thời là được biết đến nhiều nhất của chưng cất là sản xuất rượu mạnh. Nồng độ của êtanol chỉ có thể nâng cao đến tối đa là 95,57%. Trong nhiều trường hợp có một tỷ lệ nhất định của hỗn hợp hai chất lỏng mà không thể tiếp tục tách bằng phương pháp chưng cất được nữa. Các hỗn hợp này được gọi là hỗn hợp đẳng phí. Nếu muốn tăng nồng độ của cồn phải dùng đến các phương pháp tinh cất đặc biệt khác.